# Tetramerorhinus
Tetramerorhinus es un género extinto de mamífero litopterno que vivió en el Mioceno en Sudamérica.